# Suzy
«Suzy» — песня немецкой поп-рок-группы из их четвёртого студийного альбома For Sale. Песня была выпущена в качестве первого сингла из альбома для его продвижения. В год выпуска песня активно транслировалась радиостанциями формата CHR и AC в Германии, Литве, Польше, Чехии и Италии. В 2001 году песня заняла последнее место в списке «Топ-100 разрушителей границ» от журнала Music & Media. К песне был снят видеоклип, режиссёром которого выступил Зориг Мосур.
В песне присутствует заимствование из песни «Stairway to Heaven» от Led Zeppelin: вокальный вопль Роберта Планта в конце оригинальной композиции был преобразован в синтезаторный рифф в бридже «Suzy». Дмитрий Бебенин из Звуки.Ру отметил явное влияние психоделического рока и мюзик-холла.
В 2009 году композицию также включили в сборник хитов группы High Times — The Best of Fools Garden, для которого она была перезаписана, а концертная версия песни была выпущена на концертном альбоме Best of Unplugged — Live. «Suzy» признаётся одной из немногих песен Fool's Garden, помимо «Lemon Tree», известных широкому слушателю.

## Список композиций
| №  | Название                     | Примечание                              | Длительность |
| -- | ---------------------------- | --------------------------------------- | ------------ |
| 1. | «Suzy» (Radio Mix)           |                                         | 3:56         |
| 2. | «Suzy» (long ending version) |                                         | 5:55         |
| 3. | «Suzy» (Silent Version)      |                                         | 3:46         |
| 4. | «Suzy» (Rehearsal Tape)      |                                         | 3:45         |
| 5. | «Multimedia bonus track»     | Видеозаписи интервью и музыкальный клип |              |

## В записи участвовали
- Петер Фройденталер — вокал
- Фолькер Хинкель — гитара, вокал, бэк-вокал
- Томас Мангольд — бас-гитара, бэк-вокал
- Ральф Вохеле — ударные, бэк-вокал
- Роланд Рёль — клавишные

## Позиции в чартах
| Год  | Чарт                 | Позиция | Неделя |
| ---- | -------------------- | ------- | ------ |
| 2000 | Media Control Charts | 75      | 9      |
| 2000 | Major Market Airplay | 18      | 2      |
| 2001 | Major Market Airplay | 10      | 7      |
| 2001 | Boarder Breakers     | 21      | 5      |

| Год  | Организация   | Рейтинг                               | Позиция |
| ---- | ------------- | ------------------------------------- | ------- |
| 2001 | Music & Media | Топ-100 разрушителей границ 2001 года | 100     |